# Henry Fuller
Henry E. Fuller (1902 - ?) va ser un ciclista britànic que va córrer durant el primer quart del segle xx. Va competir sempre com amateur i el seu èxit més important fou la medalla de bronze al Campionat del món de Velocitat de 1924, per darrere dels francesos Lucien Michard i Lucien Faucheux.
Va prendre part en els Jocs Olímpics, de París de 1924, en la prova de velocitat on arribà a les semifinals.